# Sicherungs-Brigade 203 (Wehrmacht)
Die Sicherungs-Brigade 203 war eine deutsche Infanterie-Brigade des Heeres im Zweiten Weltkrieg der Heeresgruppe Mitte.

## Brigadegeschichte

### Ersatz-Brigade 203
Die Ersatz-Brigade 203 (auch Brigade 203) wurde Mitte 1941 in Potsdam, Wehrkreis III., im Zuge der 16. Aufstellungswelle aufgestellt. Sie wurde als Besatzungstruppe dem Generalgouvernement zugewiesen. Ende 1941 wurden der Stab von Kielce aus der Heeresgruppe Mitte unterstellt und nach Russland in das rückwärtige Heeresgebiet verlegt. Im Dezember 1941 folgte die Umbenennung in Sicherungs-Brigade 203.

### Sicherungs-Brigade 203
Während der Aufstellung wurden der Brigade mehrere Landesschützen-Bataillone beigestellt. Bereits am 1. Juni 1942 wurde der Stab der Brigade zur 203. Sicherungs-Division umbenannt.

## Gliederung
- Infanterie-Ersatz-Regiment 603 mit 2 Bataillonen aus Wehrkreis II. und Wehrkreis X.
- Infanterie-Ersatz-Regiment 608 mit 2 Bataillonen aus Wehrkreis III.
- Infanterie-Ersatz-Regiment 613 mit 2 Bataillonen aus Wehrkreis IV.
- Landesschützen-Regiment 27
- Landesschützen-Bataillon 221

Juni 1942
- Sicherungs-Regiment 613
  - Landesschützen-Bataillon 221
  - Landesschützen-Bataillon 243
  - Landesschützen-Bataillon 420
  - Landesschützen-Bataillon 608
  - Landesschützen-Bataillon 916
  - Landesschützen-Bataillon 473
- Reserve-Polizei-Bataillon 91
- Landesschützen-Regiment 34
  - Landesschützen-Bataillon 244
  - Landesschützen-Bataillon 642
- Landesschützen-Regiment 27
  - Landesschützen-Bataillon 706
  - Landesschützen-Bataillon 323
- Sicherungs-Regiment 608
  - Landesschützen-Bataillon 825
  - Landesschützen-Bataillon 432
- Gruppen Geheime Feldpolizei 718 (Kommissar Beck)
- Gruppen Geheime Feldpolizei 707 (Kommissar Weitschacher)
- Gruppen Geheime Feldpolizei 729 (Kommissar Sonka)
- Verpflegungsamt 203

## Kommandeur
- Generalmajor Gottfried Barton

## Referenz
1. ↑  Gregory Liedtke: Enduring the Whirlwind: The German Army and the Russo-German War 1941-1943. Helion and Company, 2016, ISBN 978-1-911096-87-0, S. 175 (google.de [abgerufen am 17. Oktober 2018]).